# Hemola
Das Hemola ist ein Schwert aus Indonesien.

## Beschreibung
Das Hemola hat eine gerade, einschneidige Klinge. Die Klinge wird vom Heft zum Ort breiter. Der Ort ist abgerundet. Der Klingenrücken ist länger als die Schneide. Das Heft besteht aus Holz und hat ein rundes Parier aus Holz. Das Heft ist am Knaufbereich quadratisch geformt und hat in der Mitte oft ein geschnitztes Auge, das einen mythologischen Hintergrund hat. Der Knauf ist in der Regel an drei Seiten mit Pferdehaarbüscheln verziert. Die Scheiden bestehen aus Holz, sind zweiteilig und zur besseren Befestigung mit Rattanschnüren umwickelt. Der Ortbereich ist umgebogen und mit einem Pferdehaarbüschel verziert. Das Hemola wird von Ethnien in Indonesien benutzt.